# 문지환 (축구 선수)
문지환(한국 한자: 文智煥, 1994년 7월 26일 ~ )은 대한민국의 축구 선수이다. 포지션은 수비수이며, 현재 K리그1의 인천 유나이티드 소속이다.